# تل حمکی
تل حمکی (به عربی: تل حمکی) یک روستا در سوریه است که در ناحیه مرکزی جسر الشغور واقع شده‌است. تل حمکی ۱۰۸ نفر جمعیت دارد.